# Birkaland
Birkaland (finsk Pirkanmaa, Pirkanmaan maakunta) er et landskab og en sekundærkommune i det midtvestlige Finland. 
Birkaland består af 23 kommuner, der tilsammen havde omkring 541.301 indbyggere (30.6. 2024). Tammerfors er landskabets hovedby. 

## Naboer
Landskabet består af grænseområdet mellem de historiske landskaber Satakunda (dvs. Övre Satakunda) og Tavastland. 
Det nuværende landskab er omgivet af de nye landskaber Satakunda (mod vest), Södra Österbotten (mod nord), Mellersta Finland (mod nordøst og øst), Päijänne-Tavastland (mod sydøst), Egentliga Tavastland (mod syd) og Egentliga Finland (mod sydvest). 

## Region i Vest- og Midtfinland
Birkaland hører administrativ under Vest og Indre Finlands regionsforvaltning. Det samme gør landskaberne Södra Österbotten, Österbotten, Mellersta Österbotten og Mellersta Finland. 

## Kommuner
Der er 23 kommuner i landskaber. De 12 bykommuner (städer) er skrevet med fed skrift
| - Ackas - Birkala - Ikalis - Juupajoki - Kangasala - Kihniö - Kuhmois - Lembois - Mänttä-Filpula | - Nokia - Orivesi - Parkano - Pungalaitio - Pälkäne - Ruovesi - Sastamala - Tammerfors | - Tavastkyro - Urdiala - Valkeakoski - Vesilax - Virdois - Ylöjärvi |

Administrativt hører landskabet og dets kommuner under Vest og Indre Finlands regionsforvaltning.
- Wikimedia Commons har flere filer relateret til Birkaland

61°42′N 23°43′Ø / 61.7°N 23.72°Ø